# The Deep (film 2012)
The Deep (Djúpið) è un film del 2012 diretto da Baltasar Kormákur. Kormákur porta sullo schermo ciò che in Islanda è leggenda.

## Trama
Uno strano caso realmente accaduto l'11 marzo 1984, quando un peschereccio naufragò nelle gelide acque delle isole Vestmann. Dell'equipaggio si salvò solo un giovane uomo, Gulli che nuotò per ore nel gelido Atlantico del Nord e attraversò poi, a piedi nudi, un ostile territorio vulcanico.
 
Gulli, un tipo comune che divenne senza volerlo un eroe nazionale ed allo stesso tempo un fenomeno scientifico. Una storia che apre una breccia sui limiti del corpo umano.

## Distribuzione
Benché il film sia del 2012, è stato distribuito in Italia nel 2019, dopo che il regista Kormàkur è diventato famoso per aver girato nel 2015 il film Everest.